# الکس وینتر
الکساندر راس "الکس" وینتر (به انگلیسی: Alexander Ross "Alex" Winter) (زاده ۱۷ ژوئیه ۱۹۶۵ در انگلستان) یک بازیگر، کارگردان و نویسنده یهودی آمریکایی است

## بخشی از فیلم‌شناسی
از فیلم‌ها یا برنامه‌های تلویزیونی که وی در آن نقش داشته‌است می‌توان به آثار زیر اشاره کرد.
- تب (فیلم ۱۹۹۹) (۱۹۹۹)
- بارگیری (فیلم) (۲۰۱۲)
- بن ۱۰: ازدحام بیگانه (۲۰۰۹)
- بن ۱۰: مسابقه با زمان (۲۰۰۷)
- ماجراجویی بسیار عالی بیل و تد (۱۹۸۹) در نقش «بیل»
- سفر وحشیانه بیل و تد (۱۹۹۱) در نقش بیل
- بیل و تد با موسیقی مواجه می‌شوند (۲۰۲۰) در نقش بیل
- پسران گمشده (۱۹۸۷)
- قرض‌کنندگان (۱۹۹۷)
- پیانوی بزرگ (فیلم) (۲۰۱۴)
- ایکوالایزر (مجموعه تلویزیونی) (۱۹۸۵)
- تابستان تسخیرشده (۱۹۸۸)
- استخوان‌ها (مجموعه تلویزیونی) (۲۰۰۷)